# Кеша
Кеша (рум. Cheșa) — село у повіті Біхор в Румунії. Входить до складу комуни Кочуба-Маре.
Село розташоване на відстані 407 км на північний захід від Бухареста, 36 км на південь від Ораді, 119 км на захід від Клуж-Напоки, 126 км на північний схід від Тімішоари.

## Населення
За даними перепису населення 2002 року у селі проживали 669 осіб.
Національний склад населення села:
| Національність | Кількість осіб | Відсоток |
| -------------- | -------------- | -------- |
| румуни         | 653            | 97,6%    |
| угорці         | 15             | 2,2%     |

Рідною мовою назвали:
| Мова      | Кількість осіб | Відсоток |
| --------- | -------------- | -------- |
| румунська | 653            | 97,6%    |
| угорська  | 15             | 2,2%     |